# Estádio Massami Uriú
Het Estádio Massami Uriú (ook bekend onder de naam Gigante do Norte) is een multifunctioneel stadion in Sinop, een stad in de Braziliaanse staat Mato Grosso. Het stadion heeft als bijnaam 'Gigantão'.
Het stadion wordt vooral gebruikt voor voetbalwedstrijden, de voetbalclub Sinop FC maakt gebruik van dit stadion. In het stadion is plaats voor 25.000 toeschouwers.